# دوره بازسازی ایالات متحده آمریکا

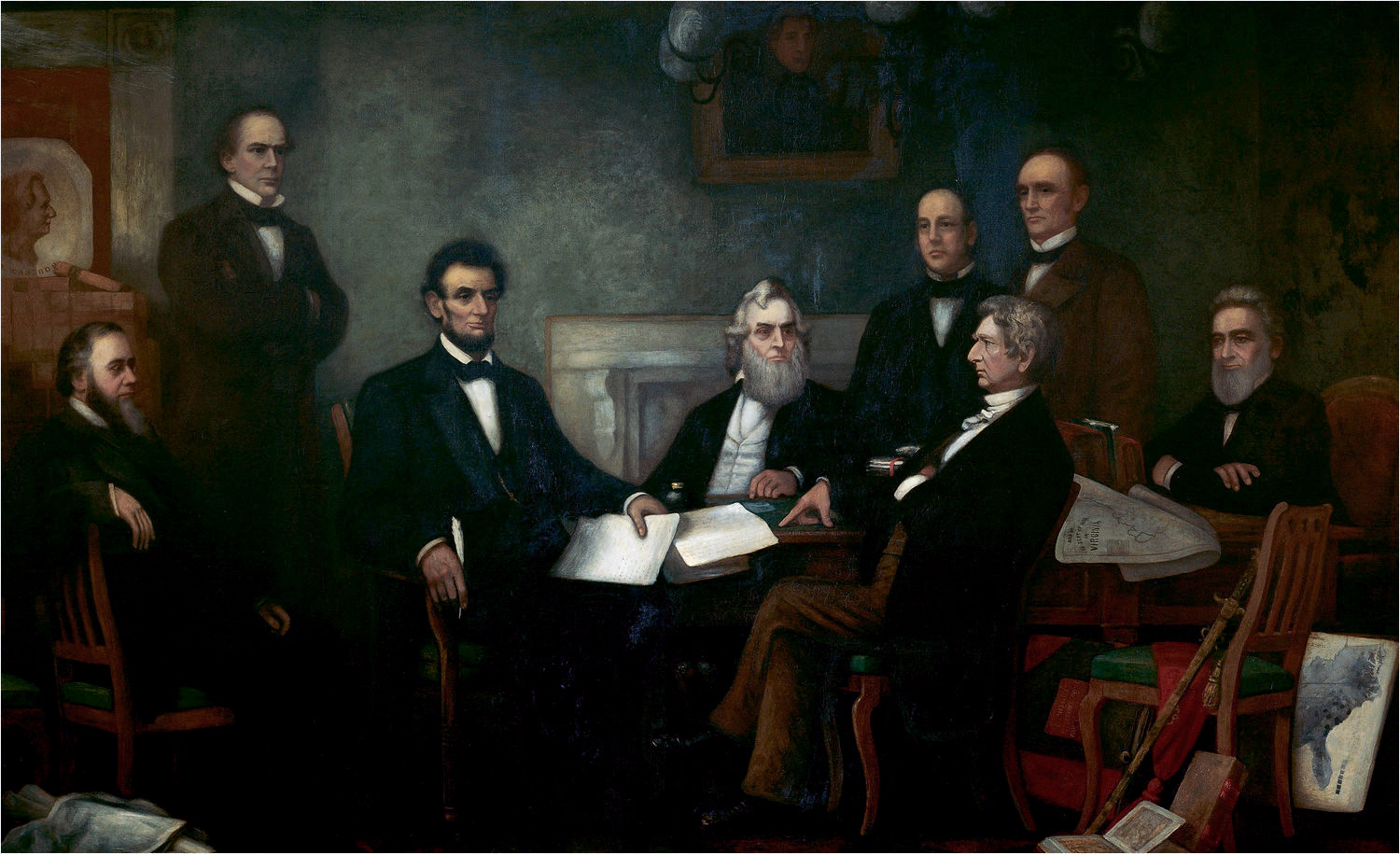
آبراهام لینکلن در حال امضای سند آزادسازی بردگان آمریکا در سال ۱۸۶۴ میلادی

بازسازی ایالات متحده آمریکا (به انگلیسی: Reconstruction Era of the United States) دورهٔ تاریخی ۱۸۶۵ – ۱۸۷۷ و بعد از جنگ داخلی آمریکا که جنوب بار دیگر به لحاظ سیاسی و اقتصادی بازسازی شد و به ایالات متحده آمریکا بازگشت. در این دوره، جمهوری‌خواهان خواهان اضمحلال کامل ایالت‌های شورشی بودند اما اندرو جانسون رئیس جمهور ایالات متحده آمریکا با این کار مخالفت کرد و به تدریج زمینه بازگشت ایالات‌های تجزیه‌طلب را فراهم کرد.